# Enicospilus maritus
Enicospilus maritus är en stekelart som först beskrevs av Per Abraham Roman 1913.  Enicospilus maritus ingår i släktet Enicospilus och familjen brokparasitsteklar. Inga underarter finns listade i Catalogue of Life.